# Discestra gredosi
Discestra gredosi är en fjärilsart som beskrevs av De Laever 1977. Discestra gredosi ingår i släktet Discestra och familjen nattflyn. Inga underarter finns listade i Catalogue of Life.